# The Legend of Zelda: Link's Awakening
The Legend of Zelda: Link's Awakening, cunoscut ca Zelda no Densetsu: Yume o Miru Shima (ゼルダの伝説 夢をみる島 lit. The Legend of Zelda: Dream Island?) în Japonia, este un joc video de acțiune-aventură dezvoltat de Nintendo Entertainment Analysis and Development și publicat de Nintendo pentru Game Boy. Acesta este al patrulea joc din seria The Legend of Zelda și primul pentru o consolă portabilă.

## Legături externe
- Official website ja
- Official website (DX version) ja
- Link's Awakening page at Zelda.com Arhivat în 24 decembrie 2006, la Wayback Machine.